# José Róbson do Nascimento
José Róbson do Nascimento (nacido el 10 de mayo de 1969) es un exfutbolista brasileño que se desempeñaba como delantero.
Jugó para clubes como el Náutico, Internacional, Botafogo, Santa Cruz, Bahia, Oita Trinita, Santos y Sport Recife.

## Trayectoria

### Clubes
| Club          | País   | Año         |
| ------------- | ------ | ----------- |
| Náutico       | Brasil | 1987 - 1996 |
| Maranhão      | Brasil | 1997        |
| Internacional | Brasil | 1997        |
| América       | Brasil | 1998        |
| ABC           | Brasil | 1999        |
| Botafogo      | Brasil | 2000        |
| Santa Cruz    | Brasil | 2000        |
| Bahia         | Brasil | 2001 - 2002 |
| Paysandu      | Brasil | 2003        |
| Oita Trinita  | Japón  | 2003        |
| Santos        | Brasil | 2004        |
| Sport Recife  | Brasil | 2004        |
| Juventude     | Brasil | 2004        |
| Paysandu      | Brasil | 2005 - 2007 |